# Елизавет
Елизаве́т (Елизаветинский) — жилой район Екатеринбурга. Расположен в Чкаловском административном районе Екатеринбурга, на южной окраине города на левом берегу реки Патрушиха (Уктус), у западных склонов Уктусских гор. С севера Елизаветинский граничит с жилым районом «Уктус», с запада — с жилым районом «Вторчермет», с юга — с коттеджным посёлком «Базальт», восточной границей района является Уктусский лесопарк.

## История района
Посёлок возник в 1722 году, когда был построен Верхнеуктусский (Елизаветинский) железоделательный завод (назван в честь Елизаветы Петровны). В 1726—1755 году здесь действовал казённый горный завод, в 1802—1823 годах — рудотолчейная и золотопромывальная фабрика, перерабатывающая руду Берёзовских золотых рудников. С середины XIX века завод прекратил существование. В 1907 воссоздан как фабрика «Гера», принадлежавшая уральским макаронникам Круковским (после национализации — з-д Спартак, Свердловский лифтостроительный завод).
В 1877 году в посёлке Елизавет игуменьей Магдалиной был основан храм Всемилостивейшего Спаса. В конце XIX — нач. XX веков на Елизавете располагалась сельскохозяйственная заимка Ново-Тихвинского монастыря (сейчас подворье).
26 марта 1934 года посёлок Елизавет присоединён к Ленинскому району Свердловска вместе с районами Новострой и Спартак. В июне 1943 года вошёл в состав Чкаловского района Свердловска.
Во время Великой Отечественной войны в посёлке Елизавет разместились эвакуированные предприятия и он стал приобретать промышленный характер. С 1970-х годов внешний облик Елизавета сильно изменился. Появились кварталы многоэтажной жилой застройки (этажностью до 10 этажей).
Экономическую основу составляют ОАО «Стройпластполимер» (1951), Уральский лифтостроительный завод (1907), Свердлесмаш (ЗАО «Екатеринбургские лесные машины»), Камвольный комбинат, институт с опытным заводом ВНИПИГормаш, Завод дефибрерных камней (1934, на современной площадке с 1942), денежное хранилище Центробанка и другие предприятия.

## Население
Согласно подворной переписи 1887 года население деревни Елизавет состояло из 562 жителей (259 мужчин и 303 женщины), проживавших в 124 дворах. Грамотными были только 33 мужчины и 7 женщин, учащихся — 17.
Долговременная динамика численности населения:
| 119 (24) | 358 (71) | 854 (102) | 562 (124) | 719 (110) | 734 | 15 000 | 17 600 |

## Транспорт
Автобусы: 47, 51, 52, 57; Екатеринбургская городская электричка.

## Электронные ресурсы
- Скутин В. А. Елизаветинский // Энциклопедия Екатеринбурга [Электрон. ресурс] : электронная энциклопедия. — Электрон. дан. и прогр. — Екатеринбург. : ИИиА УрО РАН, год не указан. — 1 электрон. опт. диск (CD-ROM)